# Primera visita de Juan Pablo II a Argentina
La visita de Juan Pablo II a Argentina, realizada entre el 11 y el 12 de junio de 1982, fue el primer viaje del papa de ese entonces, hoy Santo de la Iglesia Católica, a dicho país y la primera visita de un jefe supremo de la Iglesia católica a la Argentina. 
La misma, que fue el 13° viaje apostólico del papa fuera de Italia, se enmarcó en pleno desarrollo de la guerra de Malvinas, como respuesta a la visita del santo padre al Reino Unido en mayo de 1982, para evitar un fin político. Dos días después ocurrirían la rendición argentina y la renuncia del dictador Leopoldo Fortunato Galtieri a la presidencia, iniciando el final de la última dictadura militar.

## Contexto histórico

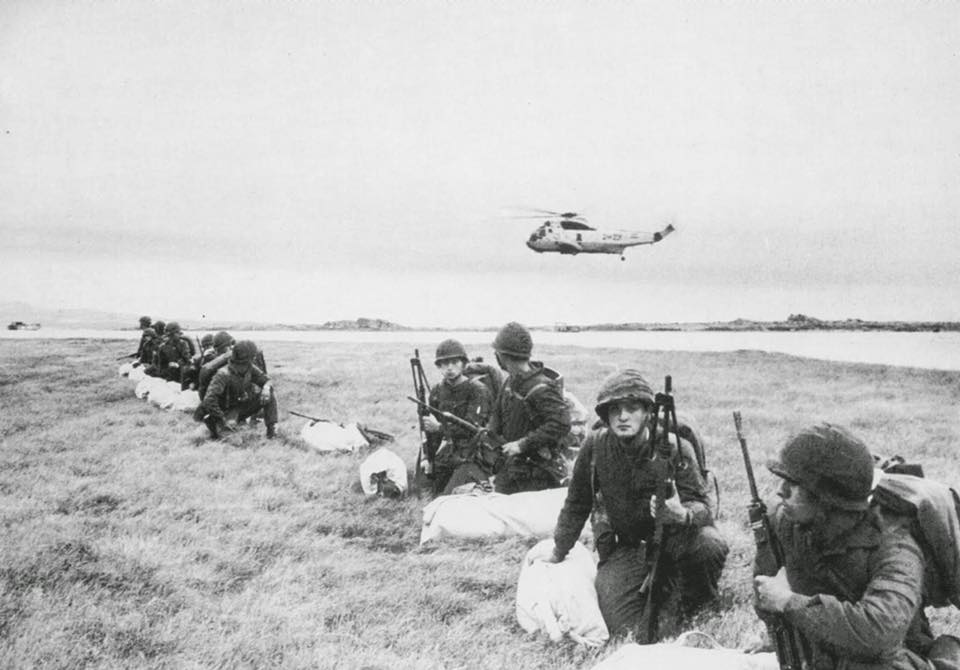
Infantes de Marina argentinos durante la Operación Rosario, 2 de abril de 1982.

El 2 de abril de 1982, el ejército argentino, bajo la operación Rosario, inició la recuperación de las islas Malvinas, ocupadas por el Reino Unido desde 1833. El 5 de abril, el gobierno británico envió una enorme fuerza expedicionaria naval para enfrentarse a la Armada y la Fuerza Aérea argentinas antes de realizar un asalto anfibio a las islas. El conflicto duró 74 días y terminó con la rendición argentina el 14 de junio, volviendo las islas al control británico. En total, 649 militares argentinos, 255 militares británicos y tres isleños civiles de las Malvinas murieron durante las hostilidades.
En medio de dichas hostilidades, el papa Juan Pablo II visitaría el Reino Unido, entre los días 28 de mayo y 2 de junio de 1982. Ésa era la primera visita de un papa a territorio inglés, planeada en 1980. Debido a la guerra de Malvinas, el viaje estuvo a punto de cancelarse, por presiones de sectores antibélicos. Es entonces que el secretario de Estado del Vaticano, Agostino Casaroli, y el presidente del episcopado argentino, Raúl Primatesta, intentaron convencer al santo padre de visitar ambos países.
Promoviendo la paz entre ambos países, el 26 de mayo, dos días antes de partir hacia Inglaterra, el papa anunció el envío de una carta a los fieles argentinos explicando el motivo de su viaje, y manifestando su intención de hacer una visita rápida a territorio argentino. Ese mismo día, el propio papa anunció la respuesta afirmativa del gobierno argentino a su visita, prevista para el 10 de junio. 

A los queridos hijos e hijas de la Nación Argentina:

Os escribo por mi propia mano, porque siento que debo repetir el gesto paternal del Apóstol Pablo hacia sus hijos, afianzándoles en la fe (cf. Col 4, 18).
(...) Os escribo porque juzgo que es necesaria una particular aclaración a vosotros que vivís en tierra argentina. Requieren esa aclaración los problemas planteados por mi viaje apostólico y pastoral a Inglaterra, Escocia y Gales en el tiempo de Pentecostés del año en curso. (...) El viaje del Papa a las Iglesias de Inglaterra, Escocia y Gales está programado desde hace dos años, y desde hace año y medio se está llevando a cabo una preparación intensa que se concreta en una serie de acciones de tipo pastoral.(...) La cancelación del viaje sería una desilusión no sólo para los católicos, sino también para muchísimos no católicos que lo consideran, como es en realidad, singularmente importante también por su significado ecuménico. Saben todos ellos bien, en efecto, que la visita del Papa tiene un carácter estrictamente pastoral y en ningún modo político.
(...) Al emprender este viaje —a pesar de todas las dificultades que van acumulándose y con mi ánimo cargado de dolor por las muertes que origina el conflicto entre Argentina y Gran Bretaña— abrigo la firme esperanza de que se encuentre pronto, gradualmente, una solución honrosa por los caminos de una negociación pacífica.

(...) Sobre todo durante esos días mi pensamiento y mi afecto estarán también con vosotros, amados hijos de Argentina. Es bien conocida mi predilección por vuestro país y por toda América Latina donde ya he realizado dos visitas que conservo vivas en mi corazón de Pastor universal. En mis proyectos entra realizar una tercera a principios del próximo año. No obstante, hondamente preocupado por la causa de la paz y movido por el amor a vosotros, tan probados en estos momentos de dolor, desearía dirigirme incluso directamente desde Inglaterra a Argentina y allí, entre vosotros y con vosotros, queridos hermanos y hermanas, elevar la misma plegaria por la victoria de la justa paz sobre la guerra. Abrigo la esperanza de que pronto os uniréis al Papa en el santuario de la Madre de Dios en Luján, consagrando vuestras familias y vuestra patria católica al Corazón maternal de la Madre de Dios. Este breve viaje no comportaría la renuncia a una visita pastoral a vosotros, hecha a su debido tiempo, con un programa apropiado y previa la debida preparación.
Carta de Juan Pablo II al pueblo argentino. Vaticano, 25 de mayo de 1982.

## Cronología

### Preparativos
El 27 de mayo, el arzobispo Achille Silvestrini llegó a la Argentina para entrevistarse con el presidente de facto Galtieri, en el marco de los preparativos de la visita. El día 9 de junio llegó a Buenos Aires el monseñor Paul Marcinkus, responsable de la seguridad del papa, para ultimar los detalles de su visita. El 10 de junio se celebró el día de la Afirmación de los Derechos Argentinos en las Malvinas, con homenajes a los argentinos caídos, mientras la multitud realizaba cánticos contra el Reino Unido y los Estados Unidos. 
El 11 de junio, el gobierno británico anunció el inicio del ataque final a la capital malvinense, Puerto Argentino, con la victoria en la batalla de Monte Longdon, mientras aún se desarrollaba la visita del papa.

### Itinerario
Las principales actividades realizadas por el papa en Argentina fueron:
| Día                         | Hora  | Lugar                                  | Ciudad       | Actividad                                                       |
| --------------------------- | ----- | -------------------------------------- | ------------ | --------------------------------------------------------------- |
| Viernes 11 de junio de 1982 | 08:50 | Aeropuerto Internacional de Ezeiza     | Buenos Aires | Bienvenida a la Argentina.                                      |
| Viernes 11 de junio de 1982 | 10:40 | Catedral Metropolitana de Buenos Aires | Buenos Aires | Palabras a los sacerdotes argentinos.                           |
| Viernes 11 de junio de 1982 | 11:20 | Casa Rosada                            | Buenos Aires | Reunión con el presidente de facto Leopoldo Fortunato Galtieri. |
| Viernes 11 de junio de 1982 | 16:30 | Basílica de Nuestra Señora de Luján    | Buenos Aires | Santa misa al pueblo argentino.                                 |
| Sábado 12 de junio de 1982  | 09:00 | Catedral Metropolitana de Buenos Aires | Buenos Aires | Rezo con cardenales, arzobispos y obispos argentinos.           |
| Sábado 12 de junio de 1982  | 11:00 | Monumento de los españoles             | Buenos Aires | Misa de Corpus Christi.                                         |
| Sábado 12 de junio de 1982  | 16:00 | Aeropuerto Internacional de Ezeiza     | Buenos Aires | Ceremonia de despedida.                                         |

## Desarrollo

### 11 de junio
Juan Pablo II, de entonces 62 años, llegó al Aeropuerto Internacional Ministro Pistarini en Ezeiza el día 11 de junio a las 08.50, en una visita de 31 horas, en un vuelo de Alitalia proveniente de Roma. En la terminal aérea, fue recibido por el jefe de Estado Leopoldo Fortunato Galtieri y el arzobispo de Buenos Aires Juan Carlos Aramburu. 
Allí manifestó:

Bendito sea el Señor que me hace llegar hasta esta querida tierra argentina. (...) Mi visita quiere estar marcada por el mismo carácter pastoral y eclesial, que la colocan por encima de toda intencionalidad política. Es simplemente un encuentro del padre en la fe con los hijos que sufren; del hermano en Cristo que muestra nuevamente a Este como camino de paz, de reconciliación y esperanza.
Juan Pablo II en el Aeropuerto Internacional de Ezeiza.

Desde allí se trasladó por la autopista Ricchieri, la avenida 9 de Julio y la avenida de Mayo en un papamóvil provisto por el Automóvil Club Argentino, una camioneta Ford 350 del año 1981 que iba a ser una grúa, pero fue modificada por pedido del Arzobispado de Buenos Aires, quitándole la grúa de la parte trasera, y colocando una cabina rodeada de cristales anti bala, con un asiento giratorio blanco para su santidad y cuatro más para sus acompañantes.

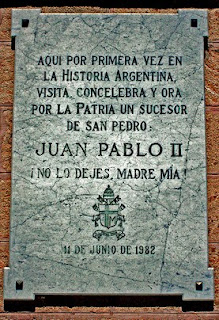
Placa en la Basílica de Nuestra Señora de Luján que evoca la misa de Juan Pablo II del 11 de junio de 1982, la primera realizada por un papa.

Su primera actividad fue un breve rezo en la Catedral Metropolitana ante el clero argentino, donde les encomendó «servir a la multitud» y «trabajar por la paz y la mutua edificación», ejerciendo el «ministerio de la reconciliación». Luego se trasladó a la Casa Rosada, donde fue recibido nuevamente por Galtieri, junto a los demás integrantes de la junta militar, Jorge Isaac Anaya y Basilio Lami Dozo. Al término de la reunión, permaneció en la Nunciatura Apostólica, desde dónde se trasladó por toda la avenida Rivadavia hacia la localidad de Morón. Allí saludó a las autoridades municipales y religiosas.
A las 15.12, se subió al coche presidencial de ocho vagones hasta la estación Luján, en compañía del recién designado obispo de Mercedes-Luján, monseñor Emilio Ogñenovich, y nuevamente en papamóvil hacia la Basílica de Luján. Allí, en medio de una leve lluvia, ofició una misa ante aproximadamente un millón de feligreses, pidiendo a Dios por una solución al conflicto «en la paz, la justicia y el respeto de la dignidad de cada nación».  Finalmente se retiró del lugar a bordo de un colectivo de la línea 501 hacia la estación. De regreso a la Nunciatura, a las 21.20, el público allí presente vitoreaba al papa, que tuvo que salir al balcón para dictar su bendición.

### 12 de junio

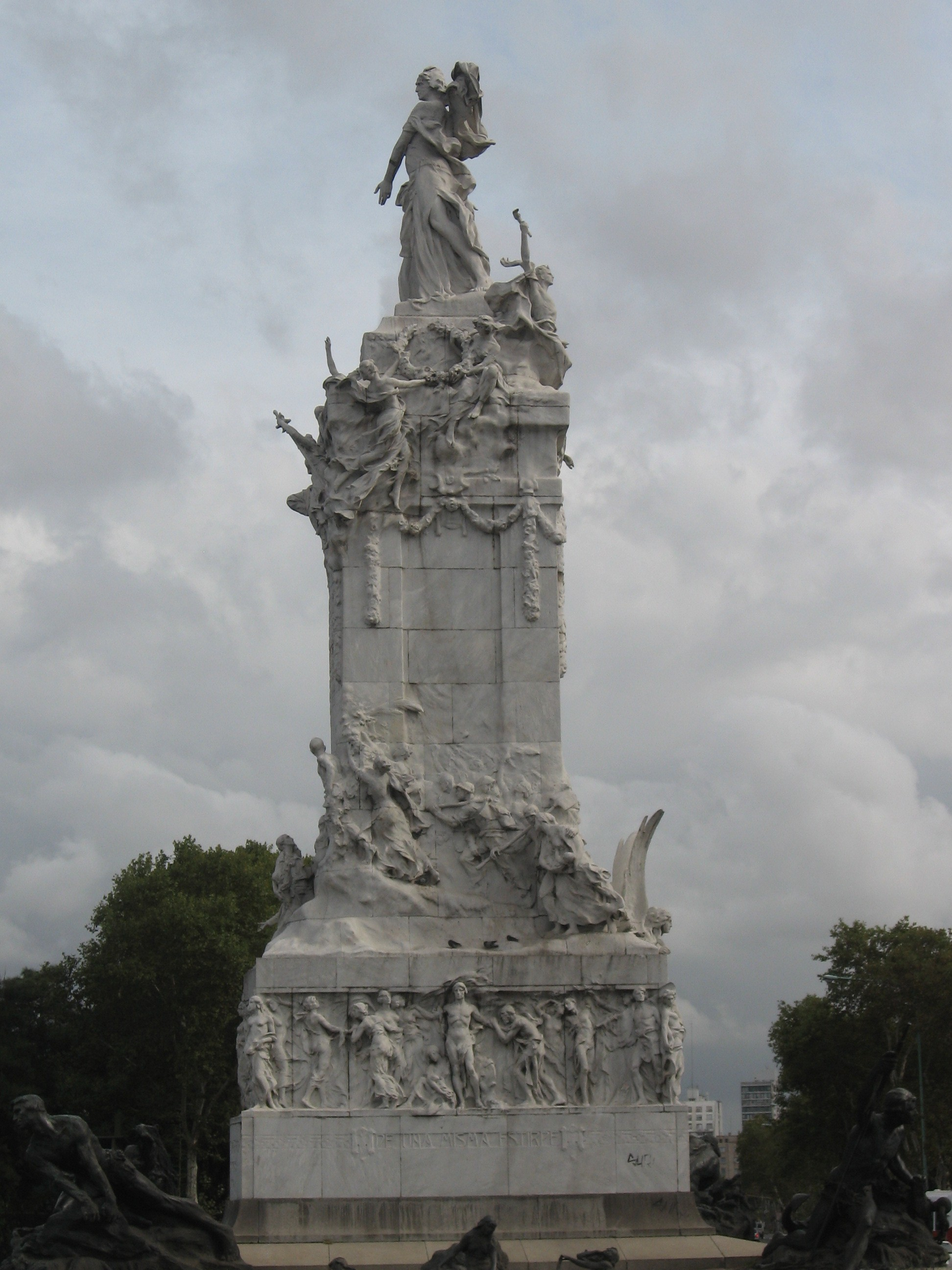
El Monumento de los españoles, en el barrio porteño de Palermo, donde se ofició la segunda misa en territorio argentino.

A media mañana, Juan Pablo II saludó a la multitud presente en la Nunciatura Apostólica, y se trasladó nuevamente a la Catedral Metropolitana, donde mantuvo conversaciones con la curia argentina en el salón de actos, ante la presencia del cardenal Aramburu y del arzobispo de Medellín Alfonso López Trujillo. 
A las 11.00 se trasladó al Monumento de los españoles, donde celebró la misa de Corpus Christi. Ante miles de argentinos, habló del Cuerpo de Cristo derramado en la sangre de las víctimas del conflicto, pidiendo que «sea luz para todos aquellos hijos e hijas, tanto de Argentina como también de Gran Bretaña, que en el curso de las actividades bélicas han sufrido la muerte, derramando su propia sangre», y llamó a los jóvenes a unirse con los del Reino Unido, para no dejar «que el odio marchite las energías generosas y la capacidad de entendimiento que todos llevan adentro».
Finalmente a las 16.00, Juan Pablo II comenzó el regreso a Roma, retornando al Aeropuerto Internacional de Ezeiza, en compañía del jefe de Estado Leopoldo Galtieri. Allí mantuvo una reunión privada con el presidente de facto, de media hora de duración, donde éste manfiestó la posición del país en la guerra, «siempre proclive a la negociación», pero remarcó la actitud bélica del Reino Unido. Sin embargo, el papa insistió en el tema del conflicto con Chile por el canal de Beagle, pidiendo una pronta respuesta. Galtieri, posteriormente luego de dejar el cargo, manifestó que la presencia del papa en el país perjudicó a la Argentina en la guerra.
Al pie de las escalinatas del avión de Aerolíneas Argentinas, el papa dio sus palabras de despedida:

Este viaje y el realizado antes a Gran Bretaña me han permitido cumplir con mi deber de Pastor de la Iglesia universal, y a la vez interpelar las conciencias para que, en momentos de enfrentamientos bélicos, se restablezcan en las dos partes en conflicto sentimientos de pacificación, que van más allá del silencio de las armas. Pido a Dios que se traduzca en realidad operante la profunda convicción de que es necesario poner todos los medios posibles para lograr una paz justa, honrosa y duradera. 
(...) Sed la alegría de Cristo con vuestra fidelidad a la fe; sed la alegría de la Iglesia, sed la alegría de la juventud del mundo, viviendo y proclamando sin cesar vuestra labor de paz. Sed la alegría del Papa, que os quiere jóvenes auténticos destructores de odio y constructores de un mundo mejor.

Con un ¡hasta pronto!, me despido de todos, bendiciendo a cada argentino, sobre todo a los enfermos y a los que sufren o lloran por las víctimas de la guerra. Dios bendiga a Argentina.(...) ¡Hasta la vista!
Juan Pablo II en el Aeropuerto Internacional de Ezeiza.